# Yerington (Nevada)
Yerington es una ciudad ubicada en el condado de Lyon en el estado estadounidense de Nevada. En el año 2000 tenía una población de 2.883 habitantes y una densidad poblacional de 655,8 personas por km².

## Geografía
Yerington se encuentra ubicada en las coordenadas 38°59′7″N 119°9′55″O / 38.98528, -119.16528.

## Demografía
Según la Oficina del Censo en 2000 los ingresos medios por hogar en la localidad eran de $31.151, y los ingresos medios por familia eran $39.038. Los hombres tenían unos ingresos medios de $25.724 frente a los $24.550 para las mujeres. La renta per cápita para la localidad era de $18.640. Alrededor del 17,9% de la población estaban por debajo del umbral de pobreza.